# Inmigración británica en el Perú
La inmigración de ciudadanos procedentes del Reino Unido que se asentaron en el Perú se produjo desde mediados del siglo XIX hasta nuestros días de forma espontánea, en algunos casos en condición de representantes de casas comerciales, profesionales, técnicos, inversionistas, etc. Desde la etapa republicana hasta nuestros días, el mayor flujo se produjo a mediados del siglo XIX, así como en la época de la explotación del guano, del caucho, etc.
Estas afirmaciones, más allá de ser datos históricos, representan tan solo un fragmento de la amplia e importante contribución de hombres y mujeres británicos al desarrollo del Perú.

## Legado cultural
Un inmigrante inglés inventó Inca Kola. En 1911, en el Rímac, uno de los barrios más antiguos y tradicionales de Lima, una familia de inmigrantes ingleses creó una pequeña empresa embotelladora con su apellido, Lindley. En 1928, la empresa se constituyó formalmente en Perú como Corporación Lindley. Joseph R. Lindley se convirtió en su primer director general.

## Historia

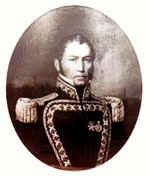
Almirante Martín Guise, comandante general de la Marina de Guerra del Perú.

La inmigración de británicos en la República del Perú, empezó desde que España conquistó Perú y México, los países más ricos e influyentes de la época. Inglaterra siempre se interesó por Perú debido a su posición geográfica y por la admiración de tener una cultura de un imperio Inca tan adelantado a su tiempo y por los recursos que dicho país goza. Luego del apoyo inglés a la Independencia del Perú, la gran mayoría de ellos eran militares que siguieron las banderas libertarias peruanas de la época.

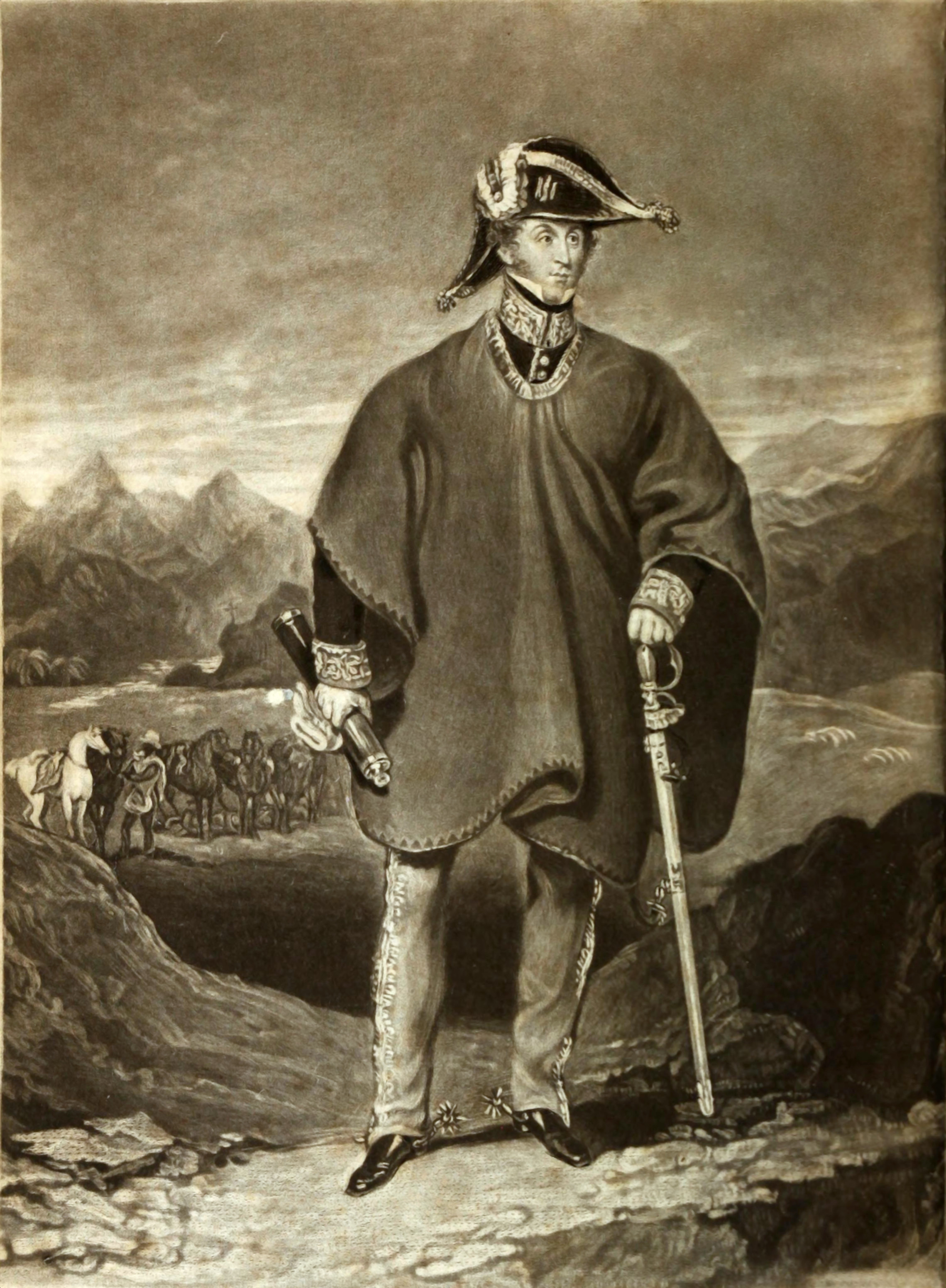
William Miller, con uniforme de general del ejército del Perú y poncho durante las campañas de Junín y Ayacucho.

Entre ellos, se encuentra Lord Cochrane, uno de los fundadores de la marina de guerra del Perú. Al igual que el vicealmirante Martin George Guise —fundador de la Armada Peruana— y el general William Miller —fundador de los Húsares de Junín—, que dieron el triunfo en la Batalla de Ayacucho. El comandante Jorge Young Holmes. El capitán Frederick Elmore. El general John Thomond O'Brien, secretario y ayudante de campo de don José de San Martín, que se quedaron en Lima y formaron familias con las damas limeñas de la sociedad. Por esa misma razón, es que hasta el día hoy, los apellidos ingleses son numerosos en el Perú y están presentes en las ramas militares y políticas del país.
También, existieron hombres de negocio, agentes civiles, marineros y oficiales de la marina real que renunciaron a su país de origen para seguir a Martín Guise y formar e instruir a la marina de Guerra del Perú como Anthony Simpson, Arthur Lynch, Winston Parker, Estanislao O'Brian, Fredy Edwards, Patricio Walkers, Peter O'Hará, fundadores de la Marina de guerra del Perú, etc. Todos ellos se asentaron en el Perú, junto con William Miller y Martin George Guise, que se casó con Juana María del Valle y Riestra.
También algunos de los primeros diplomáticos en el Perú fueron de origen británico. Entre estos se encuentran Charles Thomas Rowcroft, quien fue asesinado durante la Guerra de Independencia del Perú, dejó a su hijo patricio Thomas Rowcroft general peruano en la victoria de guerra con Ecuador 1858. Y en la Guerra de Independencia;a John Dartnell Loder, casado con una hija de Guise y cuyos nietos fueron Emilio Althaus Dartnell y Jorge Chávez Dartnell. 
En la guerra de 1858, que enfrentó a Perú y Ecuador.
Perú invade Guayaquil y obliga a Ecuador a firmar la rendición para la anexión de territorio a favor del Perú, la embajada de Ecuador acusó a la Corona británica de tener un cierto apoyo al Perú, cuestionando el arbitraje en lo que el embajador de Ecuador afirmó que los almirantes de los navíos peruanos y generales y coroneles del ejército peruano eran agentes ingleses porque tenían apellidos británicos.
Lo cual el embajador peruano Hernan Chadwick Boterin ratificó que eran peruanos naturales nacidos en territorio peruano con antepasados británicos.
Después de la invasión peruana a Guayaquil, el ejército peruano se retira al lograr su objetivo, Ramón Castilla es recibido como héroe en el Norte del Perú.
Los británicos se establecieron principalmente en ciudades populosas e importantes del Perú, como Lima, trujillo, piura, Chiclayo y Arequipa.
En la guerra del pacífico que enfrentó a Perú, Bolivia y Chile muchos británicos defendieron al Perú en la defensa de Lima, en pleno apogeo de la guerra el Imperio Británico mandó oficiales británicos y soldados a cuidar las calles de Lima para que no atacaran a la población limeña junto con el almirante inglés Sterling y el almirante francés Petit-Thouars, pero era Sterling quien tenía el mayor número de barcos amenazó al general chileno Baquedano si incendiaba Lima, daba la orden de hundir sus barcos e iniciar un bloqueo al puerto de Valparaíso.
Luego la guerra se trasladó a las sierras del Perú y el ejército chileno al no poder vencer militarmente a Avelino Cáceres, el gobierno de Chile al ver la tenaz resistencia de las tropas peruanas pidieron la rendición del Perú para que puedan entablar las negociaciones y llegar a un acuerdo.
Después de la guerra, numerosas olas de británicos llegaron al puerto del Callao a la reconstrucción del Perú (siendo Perú el primero país del continente en tener ferrocarriles) entre ellos técnicos, comerciantes, granjeros, que buscaban establecerse en el Perú.
Otra ola de británicos llegaron en la Primera Guerra Mundial 1914 y en la Segunda Guerra Mundial 1941 escapando del reclutamiento obligatorio y del bombardeo a Londres y ciudades.

## Influencias de la inmigración británica
Desde la etapa republicana, la ascendencia británica en el Perú ha aportado en la sociedad peruana con la fundación de diversas instituciones, tanto comerciales como sociales. Entre las instituciones comerciales más destacadas fundadas por británicos están la Compañía Peruana de Ferrocarriles, la Pacific Steam Navigation Company, la W. R. Grace and Company y la Anthony Gibbs & Sons.
La colonia británica también fue responsable de la fundación de importantes centros educativos tales como el Hiram Bingham School, Markham College, el Colegio Peruano Británico, el Colegio San Silvestre, el Newton College y el Colegio San Andrés y de otras instituciones como la Asociación Cultural Peruano Británica y el Cementerio británico antiguo de Bellavista.
Los británicos en el Perú también aportaron a la creación de asociaciones y clubes que se distinguieron desde un inicio por contar con tradiciones británicas muy propias. Entre estos, se encuentra el Lima Golf Club, el Lima Cricket and Football Club, el Lawn Tennis de la Exposición y el característico Phoenix Club.